# Баскијска митологија
Баскијска митологија (на еускери: euskal mitologia) је мешавина традиционалних митова и легенди Баска, који се сматрају за првобитно становништво Наваре, Баскије, Француске Баскије или Еускал Ерије(баскијске земље).
Баски говоре језик еускеру, који нема везе ни са једним од других језика који га окружују. Од различитих хипотеза у вези порекла баска, једна указује на њихово постојање још од неолитског периода, на територијама које насељавају, иако су били присутни на територијама које су првобитно биле келтске. Језик представља културну основу која се развијала временом. Хришћанство, које је заменило стару религију која се развијала на земљи насељеној говорницима еускере у то време, наметнуло је своју структуру и замаскирало аутохтоне култове и божанства, која су обликовала баскијску митологију. Неки од ентитета у баскијској митологији, као Ламијак, имају грчко-римско порекло и такође се појављују у кантабријској и астуријској митологији.

## Примитивна религија баска
Иако је баскијски народ прошао кроз покрштавање у току последњег миленијума и лов на вештице имеђу XVI и XVIII века. Као у случају вештица из Сугарамурде, шест вештица које су спаљене током аутодафеа у Логроњу 1610. године или у случају лова на вештице у Француској Баскији једне године пре, коју се спроводио судија Пјер де Ланкр (наредио спаљиваље осамдесет „вештица"). У Еускалу Ерији је очуван велики број легенди које говоре о древној митологији која, иако дели сличности и елементе са веровањима народа са којима је имала контанкт и територијално и временски (због близине и међусобне повезаности), појављује се као јединствена и посебна. Ово се управо документује у студијама Хосеа Мигела де Барандијарана и Хулиа Кара Барохе.
Са друге стране, ове митолошке теме сe појављују у другим деловима Баскијског и Аквитанског подручја, где се може пронаћи Басајаун у Арагонским Пиринејима или митолошка бића слична „хентилима", као и остали карактеристични елементи баскијског вештичарења широм Пиринеја.

## Географско окружење
Легенде суседних градова, који су били под већим утицајем романизације, као што су Горњи Арагон, Каталонија, Ла Риоха, Кантабрија и Астурија, показују изненађујућу сличност, нарочито у пиринејском региону. Ово је један од знакова који упућују на велики степен распростањености народа који помера и нагомилава велике планине (као „хентили"), избегава олује, лечи болести и предвиђа судбину (као вештице), како је све забележено у радовима Хулиа Кара Барохе, и посебно у делу Рамона Виоланта и Симоре под именом "Шпански Пиринеји" из 1946. године.

## Мари, женско божанство
Пантеон древне митологије баска је био усресређен на једно централно божанство женског карактера, или Мари. Њен партнер Мају или Сугар изгледа као да је могао да буде значајан. Говорило се да када су се окупљали у пећинама светих вртова (да би се разможавали према Тоти Мартинес), стварали би олује. Ова окупљања су слављена петком увече, на дан Црног сабата. „Zezengorri" и „Behigorri" су дивљи бикови тог региона, били су задужени да заштите улаз пећине у којој је живела богиња и у којој је намештај био од злата и текле су реке од млека и меда.
Из различитих станишта који јој се приписују, истиче се онај на планини Анбото, са које је периодично одлазила прелазећи небеса као светлост да би отишла у своје друго станиште на планини Ћиндоки. Према једној од традиција, сваког седмог дана „Дама са Анбота" (Anbotoko Mari) путовала је из своје пећине на планини Анбото према другој пећини. На планини Анбото је време било влажно када је обитавала тамо, суво када је била на Алоњи, а жетве су биле обилне када је била у пећини Супелегор (у Ороску).
Варијетети богиње Мари на територији нису представљали проблем за оне који су у њу веровали, као што је био случај и са појавама Девице Марије за које се говорило као о седам сестара у Еускал Ерији. У Мари се обједињују други женски ентитети који су нехотице постали скривени иза њеног имена са временом. Изучавањем локација и облика њених појављивања се открива присуство других Марија. 
Мари значи мајка. Према некима представља скраћеницу од Амари (мајка), а према другима од Марија (Божја мајка). Поред митолошке, постоји и једна историјска Мари или Мари Урака. Она је била наварска принцеза из XI и XII века коју су неки сматрали супругом Дијега Лопеса де Ара.

## Уртси
Друго небеско божанство је било Уртси (или Ост, Ортси, Остри: што се тумачи као небо), које се може упоредити са Јупитером из римске и Тором из нордијске митологије. Недостатак експлицитних референци у баскијској митологији о овом ентитету изненађује, међутим, појављивање његовог имена у данима у недељи, именима месеци и метеоролошким феноменима повезаним са олујама, указује на то да је барем био значајан у време када је усвојено рачунање времена по седмицама у баскијском региону.
У средњем веку, Емерик Пико, француски ходочасник, писао је о Баскима, рекавши: „et Deum vocant Urcia“ (И Уртсија називају својим Богом).
У старој баскијској религији ово божанство сматрано је хтоничним, односно сви његови ликови су имали своја боравишта на Земљи, а не на небу, које се појављује као пут којим Мари путује са планине на планину. Међутим, небо се у овој митологији доживљава као нешто магично и све што му се приближи, попут планина или чак дрвећа, у одређеној мери је свето.
Према шпанском филозофу Андресу Ортису-Осесу, Уртси никада није заменио Мари као централну фигуру у прехришћанској баскијској митологији, а његова мала улога у легендама указује на то да се касније појавио, услед контакта са религијама индоевропских народа. Због тога би се могао упоредити са римским Јупитером, мушким божанством које влада са неба. Насупрот томе, Мари би била много старија фигура, слична мајци богињи из неолитског доба. Касније, „појмови о врховном богу код индоевропљана су пресудно утицали на процес обликовања идеје о једином Богу" када је дошло хришћанство.

## Митолошки ентитети
Легенде такође спомињу многе друге ентитете и духове, као што су:
- Ламијак, које се може упоредити са сиренама, нимфама и вилама других култура.
- Маируак, градитељи кромлекса (crómlechs) или кругова од камена, што има везе са појмом „moros", у овом контексту треба     напоменути да се у многим деловима Шпаније магична бића генерички називају „moros", како се нпр. такође називају виле у пределу Арагонских Пиринеја.
- Ираћоак, слични патуљцима других култура.
- Соргињаk, следбенице Маријиних начела, су демонизоване од стране католичке цркве која је преводила термин као „вештице". Према народном веровању, ово име носе магична бића која имају способност да се током дана трансформишу у обичне жене, али могу да користе своје магичне моћи тек када преузму свој прави облик (углавном под окриљем ноћи). Етимологија имена је нешто о чему се расправља, иако најприхваћенији превод популарно потиче од спајања речи „sortu" и „egin", које значе стварати и чинити. Други називи, као нпр. „belagile“, којима се ови ентитети називају подстичу оснажујуће идеје, односно да су соргињаk биле обичне исцелитељке и божанства.
- Басајаун, у буквалном значењу „господар шуме“, резултат је спајања речи „baso“ и „jauna“, шума и господар, у чему се сви стручњаци слажу, а под овим називом се чини да се различита бића или ликови повезују кроз историју. Као јединствено биће, Басахаун је господар природе, сличан римском Силвану од кога је могуће да је позајмио име и неке од својих функција. Веровање у ово биће или бића распрострањено је по територијама које се граниче са Пиринејима (Арагон, Каталонија итд.). У неким легендама један херој прилази групи басајауна од којих успева да извуче различите тајне: о узгоју пшенице, о томе како направити млинска кола од јасена, како лемити гвожђе, односно напредак који је више карактеристичан за индоевропске културе него за наводне прапостојбене духове.
- Мартињ Ћики („Мартин Мали") или „Matin“ је један од ликова из легенди који су под другим именима и у различитим периодима представљали обичне људе. Он је херој који побеђује у сукобима, истичући важност интелигенције у решавању и превазилажењу наводно нерешивих проблема.
- Мамаро је термин који се везује за кућне патуљке, који су такође познати и на другим местима на територији Пиринеја као „непријатељчићи", или на арагонском делу планинског ланца као „nemos", који могу бити корисни и несташни, али се такође дешава да их је неко (често свештеник) привремено укротио.
- Гисочо, о коме готово нема података, је назив на баскијском за вукодлака.
- Акербелц, црни јарац, постао је познат након појављивања „вештица" током Инквизиције, које су га поставиле за председника Сабата. Ако је имао место у пантеону веровања примитивне баскијске религије, не чини се да је представљао Луцифера, Белзебуба или било којег другог палог анђела ког би могао да призове неки преплашени католик.
- Остали ликови из баскијске митологије су Гауеко, Тартало, Галцагорис, Херенсуге или прастојбени змај итд [3].

## Хентилак
Хентили (џинови) су се сматрали митским бићима која су насељавала високе пределе и којима су приписиване изузетна снага и величина због неких необјашњивих географских појава и разних мегалитских споменика које су наводно изградили. Њихово име је очигледно хришћанско, с обзиром на то да је „хентил" био термин који се користио да означи пагане у хришћанској терминологији. Једна од верзија легенде о њиховом нестанку сугерише да једном када су се забављали, приметили су светлосну појаву која долази са истока, збуњени због такве појаве су одлучили да се посаветују са најстаријим међу њима. У хришћанским верзијама, ова појава се тумачи као најава рођења Исуса, што је довело до закључка да је дошао крај њиховој врсти. Ове легенде такође додају да је последњи од хентила, Оленцеро, преживео драматичан крај и постао доносиоц добрих вести. Његово занимање као дрвосече одразило се у традицији доношења угаља деци која су била зла за Божић, док је деци која су била добра доносио поклоне у Баскији, Навари и Ипаралдеу.
Ова митолошка бића су основа многих топонима, попут „Хентилбарача" (врт хентила) у Атауну. Вреди напоменути да се слични ликови могу наћи у митологијама целог кантабријског подручја и Галиције, где се такође спомињу „mouros“ и „mouras“, волови који чувају пећине и „xentis" (хентили). Такође је значајна лик тајанствене „Раиња Лупе" или „Краљице Вучице", која се појављује као господарица земље где се налази гроб апостола Јакова, што нас враћа на идеју о богињи као утеловљењу територије. Трагови истог система веровања могу се наћи дуж целог медитеранског и атлантског европског подручја, што укаузује на могуће неолитско порекло ових веровања, чак и пре доласка индоевропских народа, што такође сугерише сличности између баскијских верзија и верзија из других региона.

## Разлози због којих су баскијска веровања опстала
Касна христијанизација, на коју је указао отац Хосе Мигел де Барандијаран у свом делу „Примитивни човек у Баскији", посебно у оним деловима који су били удаљени од римских путева , могла је бити узрок опстаjaња примитивне баскијске религије до веома касних стадијума у поређењу са осталим деловима Европе. Tо би показивали остаци насеља које су мештани сматрали стаништима хентила на обронцима Аралара све до XIII века. Опстанак претежно пољопривредног и руралног окружења скоро до средине XX века омогућио је преношење великог дела усмених традиција, па није чудно што је архетип Мари преживео до данас, иако је понекад био демонизован, а понекад синкретизован од стране католичке цркве. Скулптура од дрвета „Cosmogónica Vasca" уметника Нестора Бастерећа је допринела очувавању баскијских веровања.